# دارکسایدرز
دارکسایدرز (انگلیسی: Darksiders) یک بازی ویدئویی در سبک بازی اکشن-ماجراجویی
جهان باز است که توسط تی‌اچ‌کیو و در سال ۲۰۱۰ در پلت‌فرم‌های اکس‌باکس ۳۶۰، پلی‌استیشن ۳، مایکروسافت ویندوز، لینوکس، و پلی‌استیشن ۴ منتشر شده‌است.